# Chaim Topol
Chaim Topol (hebraisk: חיים טופול; født 9. september 1935, død 	8. marts 2023), mononymt kendt som Topol, var en israelsk teater- og filmskuespiller, sanger, komiker, stemmelægger, forfatter og producent. Han er bedst kendt for sin rolle som Tevye Dairyman i produktionen af Spillemand på en tagryg på både teater og film. Han blev nomineret til en Oscar og en Tony Award, og vandt to Golden Globe Awards.

## Filmografi (udvalg)
- 1981 – Agent 007 - Strengt fortroligt
- 1980 – Jens Lyn
- 1975 – Galileo
- 1971 – Spillemand på en tagryg
- 1964 – Sallah Shabati